# Булатов Худат Салим'янович
Худат Салим'янович Булатов (1906 — 1982) — Герой Радянського Союзу (1944). У роки німецько-радянської війни командир протитанкового знаряддя 58-го гвардійського кавалерійського полку 16-ї гвардійської Чернігівської кавалерійської дивізії (112-та Башкирська кавалерійська дивізія) 7-го гвардійського кавалерійського корпусу 61-ї армії Центрального фронту, гвардії сержант.

## Життєпис
Худат Салим'янович Булатов народився 15 вересня 1906 року в селі Чебенлі, Башкортостан, в башкирській сім'ї. Отримавши початкову освіту, працював на фермі.
У червні 1941 року Х.Булатов призваний в Червону армію Альшеєвським райвійськкоматом, і в травні 1942 року прибув на фронт. У складі 58-го гвардійського кавалерійського полку 16-ї гвардійської кавалерійської дивізії 7-го гвардійського кавалерійського корпусу 61-ї армії Центрального фронту, гвардії сержант Булатов служив командиром протитанкової гармати.
27 вересня 1943 року при форсуванні річки Дніпро в районі села Нивки Гомельської області з передовими підрозділами полку Булатов брав участь у захопленні плацдарму і відбиття атак ворога. Переправивши на плоту своє знаряддя, Булатов відкрив вогонь по гітлерівцях. Не маючи ні одного коня, Булатов зі своїм розрахунком вручну перетягували знаряддя з важкого піску з однієї позиції на іншу протягом доби, продовжуючи атакувати противника. В бою за село Галки 29 вересня 1943 року під час танкової атаки німців Булатов, підпустивши ворога на близьку відстань, відкрив вогонь знищив два танки і змусив інші повернути назад. Вогнем знаряддя Булатова також знищено кілька кулеметів і 20 гітлерівців.
Указом Президії Верховної Ради СРСР від 9 лютого 1944 року за проявлені в боротьбі проти німецько-фашистських загарбників мужність і героїзм Булатову Худату Салим'яновичу присвоєно звання Героя Радянського Союзу з врученням Ордена Леніна і медалі «Золота Зірка».
Після демобілізації повернувся на батьківщину в село Чебенлі, де працював бригадиром риболовецької бригади і пожежним в колгоспі.
Помер 2 січня 1982 року. Похований в селі Чебенлі.

## Пам'ять
Ім'я Худата Булатова викарбувано золотими літерами на меморіальних дошках разом з іменами всіх 78-и Героїв Радянського Союзу 112-ї Башкирської кавалерійської дивізії, встановлених у Національному музеї Республіки Башкортостан і Музеї 112-ї Башкирської кавалерійської дивізії в Уфі.